# Glen Dale
Glen Dale é uma cidade localizada no estado norte-americano de Virgínia Ocidental, no Condado de Marshall.

## Demografia
Segundo o censo norte-americano de 2000, a sua população era de 1552 habitantes.
Em 2006, foi estimada uma população de 1455, um decréscimo de 97 (-6.3%).

## Geografia
De acordo com o United States Census Bureau tem uma área de
3,0 km², dos quais 2,1 km² cobertos por terra e 0,9 km² cobertos por água.

## Localidades na vizinhança
O diagrama seguinte representa as localidades num raio de 8 km ao redor de Glen Dale.